# Alessandro Bianchi (1822)
Alessandro Bianchi (Oneglia, 6 giugno 1822 – Torino, 18 agosto 1875) è stato un politico italiano.

## Biografia
A lungo sindaco di Oneglia, venne eletto Deputato del Regno di Sardegna nella VI legislatura. Ritornò alla Camera dei Deputati dalla X alla XII legislatura del Regno d'Italia.